# Župnija Stranje
Župnija Stranje je rimskokatoliška teritorialna župnija dekanije Kamnik nadškofije Ljubljana.